# Liste des régions officiellement multilingues
Notes d'usage :
- La liste non exhaustive qui suit regroupe, par ordre alphabétique, les pays et les régions officiellement bilingues ou multilingues.
- Un pays ou une région officiellement bilingue ou multilingue peut avoir une langue de communication interethnique, officielle ou officieuse, et un grand nombre de locuteurs unilingues.

## Afrique
- Afrique australe
  -  Afrique du Sud : afrikaans, anglais, ndébélé du Transvaal, xhosa, zoulou, sotho du Nord, sotho du Sud, tswana, swati, venda et tsonga[1].
  -  Botswana : anglais et tswana
  -  Comores : arabe, français et shikomor (comorien)[2]
  -  Lesotho : anglais et sotho du Sud[3]
  -  Madagascar : français et malgache[4]
  -  Malawi : anglais et chewa
  -  Maurice : anglais et (dans le parlement) français[5]
  -  Namibie : afrikaans, allemand, oshiwambo et anglais[6]
  -  Eswatini : anglais et swati[7]
  -  Zimbabwe : le chewa, le chibarwe, l'anglais, le kalanga, le khoïsan, le nambya, le ndau, le ndebele, le shangani, le shona, la langue des signes, le sotho, le tonga, le tswana, le venda et le xhosa[8]
- Afrique centrale
  -  Cameroun : français et anglais[9]
  -  Burundi : français, anglais et kirundi[10]
  -  République centrafricaine : français et sango[11]
  -  République du Congo : français officielle, lingala et kituba comme langues nationales[12]
  -  République démocratique du Congo : français officielle, lingala, kikongo, swahili et tshiluba comme langues nationales[13]
  -  Guinée équatoriale : espagnol, portugais et français[14](fang langue nationale, boubé et séki autres langues importantes[précision nécessaire])
  -  Rwanda : anglais, français et kinyarwanda[15]
- Afrique orientale
  -  Djibouti : arabe et français officielles[16] mais minoritaires (afar et somali langues nationales)
  -  Érythrée : arabe et tigrigna officielles de facto (mais tigré, afar et blin langues importantes[précision nécessaire])
  -  Éthiopie : amharique officielle (autres langues[précision nécessaire] : oromo, somali, tigrinya, sidamo, walamo, harari et afar)
  -  Kenya : anglais et swahili[17]
  -  Ouganda : anglais et swahili[18]
  -  Seychelles : anglais, créole seychellois et français[19]
  -  Somalie : arabe et somali[20]
  -  Tanzanie : anglais et swahili[21]
- Afrique occidentale
  -  Ghana : anglais ; éwé, ga et twi langues régionales officielles (akan langue majoritaire non officielle[précision nécessaire], abron autre langue importante)
  -  Niger hausa langue officielle[22], français, l'arabe, le budurna, le fulfuldé, le guimancema, le hausa, le kanuri, le sonay-zarma, le tamajaq, le tassawaq et le tubu  langues nationales[23],[24].
  -  Togo : français, éwé[réf. souhaitée] (ou mina) et kabiyè[réf. souhaitée]
- Afrique du Nord
  -  Tchad : arabe et français[25]
  -  Maroc : arabe et berbère (langues officielles)[26]. Le français est aussi très pratiqué.
  -  Algérie : arabe et berbère (langues officielles)[27]. Le français est aussi très pratiqué.

## Amériques
- Amérique du Nord
  -  Canada : français et anglais, langues officielles dans l'administration fédérale[28] mais par ailleurs :
    -  Québec — français, seule langue officielle (voir Charte de la langue française), sauf dans les territoires sous administration amérindienne et dans les entreprises et administrations fédérales. L'anglais y possède des droits acquis (écoles, universités, hôpitaux, administration dans les municipalités où les francophones ne sont pas majoritaires…).
    -  Nouveau-Brunswick — français et anglais, langues officielles dans l'administration provinciale, et au cas par cas selon les administrations municipales[29].
    -  Ontario — français reconnu selon la loi sur les services en français
    -  Manitoba — certaines municipalités sont bilingues[30]
    - autres provinces — anglais prédominant, français reconnu dans les régions et les systèmes scolaires francophones
    -  Territoires du Nord-Ouest — français, anglais et 9 langues autochtones comme langues officielles[31]
    -  Yukon — français et anglais,  langues officielles du territoire[32]
    -  Nunavut — français, anglais, inuktitut et inuinnaqtun, langues officielles du territoire[33]
    - langues aborigènes officielles localement : algonquin, atikamekw, inuktitut, micmac, cri, innu-aimun…

  -  États-Unis : anglais de facto partout, mais aussi :
    -  Hawaï — hawaïen[34]
    -  Louisiane — français[35],
    -  Maine — français dans quelques communautés
    -  Vermont — français dans quelques communautés
    -  Nouveau-Mexique — espagnol[36],[37].
    -  Porto Rico — espagnol[38]
    -  Guam — chamorro dans l'enseignement[39],[40]
    -  Samoa américaines — samoan dans l'enseignement[41]
    - réserves officielles — langues amérindiennes (apache, arapaho, navajo, sioux...).

  -  Mexique : il n'existe pas de langue officielle, même si l'espagnol est de facto la langue de communication interethnique ; la « loi des droits linguistiques des peuples indigènes » indique que les langues indigènes parlées au Mexique doivent être considérées comme des langues valides sur tout le territoire national[42]. On compte 290 langues indigènes au Mexique (nahuatl, maya, mixtèque, zapotèque, tzotzil, tzeltal, otomi, totonaque, mazatèque, ch'ol, huastèque, chinantèque, mazahua, purépecha, mixe, tlapanèque sont les plus parlées, avec plus de 100 000 locuteurs chacune), en plus de l'espagnol, langue officielle de facto.
- Amérique du Sud
  -  Bolivie : aymara, quechua et 34 autres langues[43]. Langue de communication interethnique : espagnol.
  -  Paraguay : espagnol et guarani[44]
  -  Pérou : aymara et quechua. Langue de communication interethnique : espagnol[45]
- Caraïbes
  -  Haïti : créole haïtien et français[46]

## Asie
- Asie centrale
  -  Afghanistan : persan (variante locale dari) et pachto. Les langues turciques (ouzbaki et turkmène), baloutchi, pashai, nuristani et pamiri (alsana) sont, en plus du pachtou et du dari, la troisième langue officielle dans les régions où la majorité de la population parle ces langues[47].
  -  Kazakhstan : kazakh (langue nationale) et russe (langue de communication interethnique)[48]
  -  Kirghizistan : kirghiz et russe (langue de communication interethnique)[49]
  -  Ouzbékistan : ouzbek, karakalpak et russe (langue de communication interethnique)[50]
  -  Tadjikistan : tadjik et russe (langue de communication interethnique)[51]
  -  Turkménistan : turkmène et russe (langue de communication interethnique)[52].
- Asie septentrionale
  -  Russie : russe, mais aussi :
    -  Bouriatie — bouriate[53].
    -  République de l'Altaï — altaïen, kazakh[54].
    -  Touva — touvain[55].
    -  Khakassie — khakasse[56].
    -  Sakha — iakoute[57].
- Asie de l'Est
  -  Chine
    -  Hong Kong : anglais et cantonais[58]
    -  Macao : portugais et cantonais[59]
    - dans certaines régions autonomes : le mongol[60], l'ouïghour, kazakh[61], et le tibétain[62] ont également un statut officiel, et il y a d'autres langues minoritaires.
- Asie occidentale : Proche et Moyen-Orient
  -  Géorgie : géorgien, mais aussi :
    -  Abkhazie (reconnue comme région autonome par le gouvernement géorgien, mais auto-proclamée indépendante) — abkhaze[63]
    -  République d’Ossétie du Sud-Alanie (auto-proclamée indépendante, non-reconnue par le gouvernement géorgien) — ossète[64]

  -  Irak : arabe et kurde[65]
  -  Liban : arabe, français, anglais, arménien
    - Rojava : arabe, syriaque et kurde[66].
- Asie du Sud

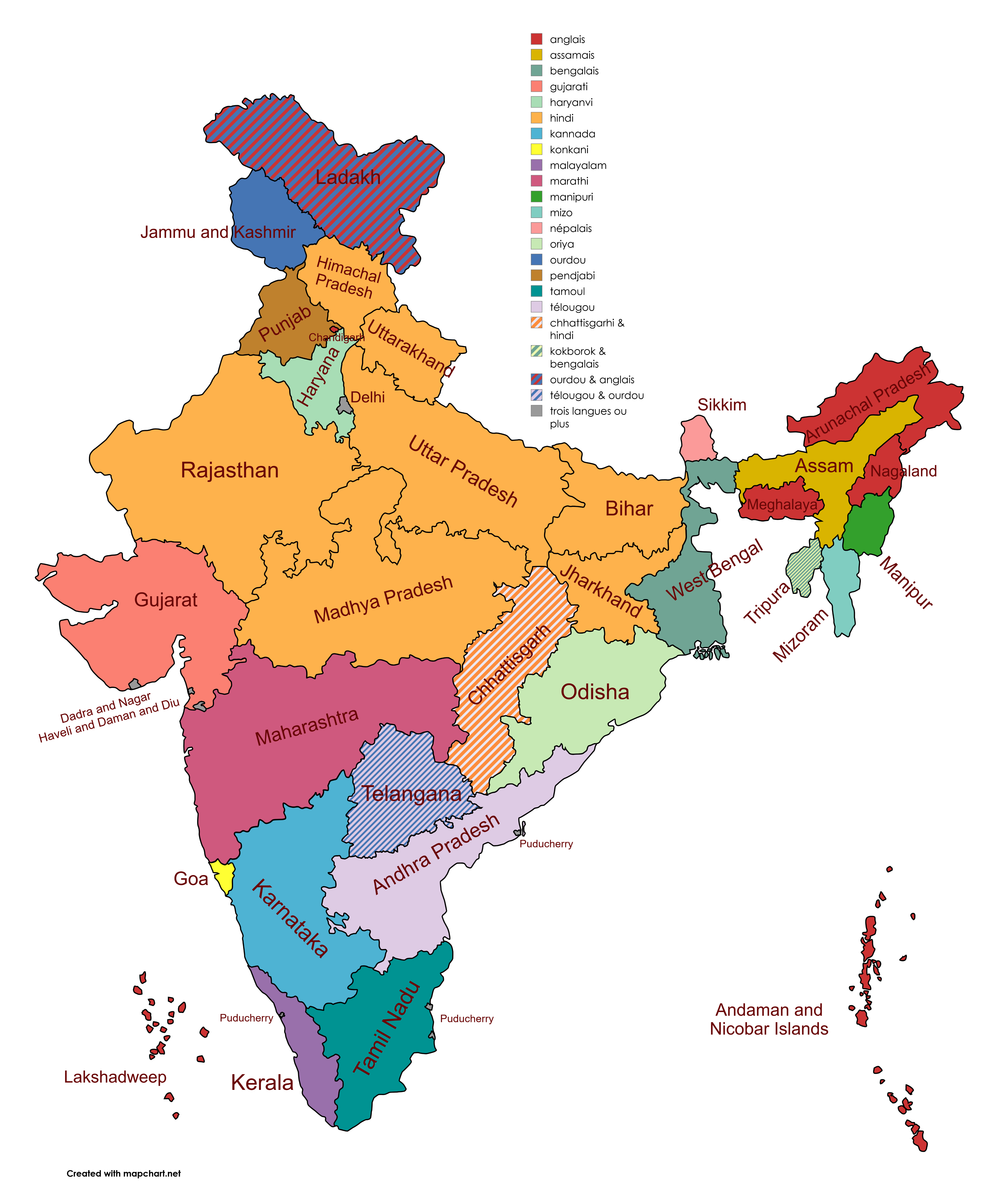
Langue(s) officielle(s) des différents États indiens.

- -  Inde : la langue officielle nationale est hindi (appelé ourdou par les musulmans de l'Inde). L'anglais est la seconde langue de communication inter-ethnique après l'hindi. La Constitution (Annexe VIII) reconnaît en outre 22 autres langues officielles[67] dans un ou plusieurs États de l'Union indienne[68] :
    - Andhra Pradesh : télougou
    -  Assam : assamais
    - Bengale-Occidental : bengali
    - Chhattisgarh : chhattisgarhi
    -  Goa : konkani
    -  Gujarat : gujarati
    -  Haryana : haryanvi
    -  Karnataka : kannada
    -  Kerala : malayalam
    -  Maharashtra : marathi
    -  Manipur : meitei (manipuri)
    -  Mizoram : mizo
    -  Odisha : oriya
    -  Pendjab : pendjabi
    -  Sikkim : népalais
    -  Tamil Nadu : tamoul
    - Telangana : télougou, ourdou
    - Tripura : bengali et kokborok
    -  Dadra et Nagar Haveli et Daman et Diu : konkani, marathi, hindi et gujarati
    -  Delhi : hindi, pendjabi et ourdou
    -  Jammu-et-Cachemire : ourdou
    -  Ladakh : ourdou et anglais
    -  Pondichéry : français, tamoul et anglais

  -  Pakistan : ourdou. L'anglais est la seconde langue de communication inter-ethnique après l'ourdou[69].
  -  Sri Lanka : cingalais et tamoul. L'anglais est la troisième langue de communication inter-ethnique après le cingalais et le tamoul[70].
- Asie du Sud-Est
  -  Brunei : malais (langue de communication inter-ethnique), cantonais (écriture chinoise traditionnelle) et iban. L'anglais est la seconde langue de communication inter-ethnique.
  -  Malaisie : malaisien. L'anglais est la seconde langue de communication inter-ethnique[71],[72],[73]
  -  Philippines : filipino (dérivé du tagalog) et anglais, seconde langue de communication inter-ethnique[74], et plusieurs des autres langues minoritaires.
  -  Singapour : anglais, malais, mandarin (écriture chinoise simplifiée) et tamoul[75].
  -  Timor oriental : portugais et tétoum[76].

## Europe
- Allemagne : allemand, avec
  - le romani
  - le danois en  Schleswig-Holstein
  - le sorabe en  Lusace (divisé entre Brandebourg et Saxe)
  - le bas-saxon dans plusieurs régions allemandes
  - le frison septentrional dans l'arrondissement de Frise-du-Nord (en  Schleswig-Holstein)
  - le saterlandais dans une zone en  Basse-Saxe
  - le bas-rhénan en  Rhénanie-du-Nord-Westphalie
- Autriche : allemand et croate (régionale), hongrois (régionale), slovène (régionale), romani (régionale), tchèque (régionale)
- Belgique : allemand, français et néerlandais[77]
  -  région bilingue de Bruxelles-Capitale (qui correspond à la Région de Bruxelles-Capitale) : bilinguisme français et néerlandais
  -  région de langue néerlandaise de Belgique (qui correspond à la Flandre) : néerlandais, avec dans certaines communes des facilités linguistiques en français
  -  région de langue française de Belgique (qui correspond à la Wallonie sauf la région de langue allemande de Belgique) : français, avec dans certaines communes des facilités linguistiques en allemand ou en néerlandais
  -  Région de langue allemande de Belgique : allemand, avec dans toutes les communes des facilités linguistiques en français
- Biélorussie : biélorusse et russe[77]
- Bosnie-Herzégovine : bosnien, croate et serbe[78]
- Chypre : grec moderne et turc[79]
- Croatie : croate, mais aussi :
  - italien, hongrois, serbe, ukrainien, rusyn, slovaque, tchèque comme langues régionales ou minoritaires
- Danemark : danois (national) et d'autres langues dans Jutland-du-Sud (allemand) ; et aussi dans les provinces autonomes suivantes :
  -  Îles Féroé — danois et féroïen
  -  Groenland — danois et groenlandais
- Espagne : castillan (langue officielle de l'État), mais aussi :
  -  Pays Basque — basque dans la communauté autonome du Pays basque[80] et dans les zones bascophone et mixte de Navarre[81]
  -  Catalogne —  catalan en Catalogne[82], aux îles Baléares[83] et dans la Communauté valencienne (sous le nom de valencien)[84] et occitan depuis 2006[85], même s'il n'est autochtone que dans le Val d'Aran (sous le nom d'aranais)[86].
  -  Galice — galicien[87]
- Finlande : finnois, mais aussi :
  - au Sud-Ouest du pays, notamment dans les  Îles Åland — suédois
  -  Laponie — same[88]
- Hongrie : hongrois mais aussi, dans les communes où ils représentent un tiers ou plus des habitants — romani, croate, allemand, roumain, serbe, slovaque et slovène
- Irlande : anglais et gaélique irlandais[89].
- Italie : italien, mais aussi :
  -  Vallée d'Aoste : français, francoprovençal valdôtain et italien[90]
  -  Haut-Adige — allemand et ladin[91]
  -  Frioul-Vénétie Julienne — frioulan[92] et allemand[93] et slovène[94]
    - en Triestine — slovène[95]
    - en Gorizie — italien, slovène et frioulan[96]

  -  Piémont — occitan et francoprovençal (il est parlé dans les Vallées arpitanes du Piémont)
  -  Sardaigne — sarde[97], à Alghero — catalan aussi[98].
- Kosovo : albanais et serbe[99]
- Liechtenstein : alémanique et allemand[réf. souhaitée]
- Luxembourg : allemand, luxembourgeois et français[100]
- Macédoine du Nord : albanais et macédonien[101]
  - Langues régionales dans certaines communes — albanais, turc, serbe, aroumain, romani[102]
- Malte : anglais et maltais[103]
- Moldavie : roumain, mais aussi :
  - en  Transnistrie — moldave, russe et ukrainien[104] ;
  - en  Gagaouzie — gagaouze et russe[105].
- Norvège : norvégien bokmål (ou variante riksmal), norvégien nynorsk[106], avec
  - dans quelques communes dans le Nord — same
- Pays-Bas : néerlandais, romani et yiddish mais aussi :
  -  Frise — frison
  -  Bonaire — papiamento[107]
  -   Saba et Saint-Eustache — créole et anglais[107]
- Pologne : polonais, mais aussi :
  - dans les communes où ils représentent un tiers ou plus des habitants — tchèque, karaïte, lemkovien, lituanien, slovaque, yiddish, hébreu, arménien, romani
  - en  Cachoubie — cachoube
  - en  Podlachie — biélorusse, tatar et ukrainien
  - dans la  Voïvodie d'Opole — allemand
- Portugal : portugais, avec le mirandais dans son aire d'influence[108]
- Royaume-Uni : anglais de facto, mais aussi :
  -  Écosse  —  scots et gaélique écossais[109]
  -  Pays de Galles  —  gallois[110]
- Roumanie : roumain, mais aussi, dans les communes où les habitants le demandent — hongrois (co-officiel dans tout le pays sicule), allemand, romani, russe, ukrainien, bulgare, croate, serbe, slovaque, tatar, turc ou tchèque comme langues minoritaires
- Russie : russe, mais aussi :
  -  Adyguée — adyguéen[111]
  -  Bachkirie — bachkir[112]
  -  Daghestan — agoul, akhvakh, andi, arménien, artchi, avar, bagwalal, bats, bejta, botlikh, budukh, chamalal, dargwa (darguine), godoberi, hunzib, ingouche, juhuri, kabarde, karata, khinalug, khvarshi, kryz, koumyk, lak, lezguien, nogaï, oudi, routoul, tabassaran, tate, tchétchène, tindi, tsakhour et tsèze[113]
  -  Ingouchie — ingouche[114]
  -  Kabardino-Balkarie - kabarde, karatchaï et balkar[115]
  -  Tatarstan — tatar[116]
  -  Kalmoukie — kalmouk[117]
  -  Karatchaïévo-Tcherkessie — kabarde, karatchaï, balkar, abaze et nogaï[118]
  -  République des Maris — mari[119]
  -  Mordovie — mokchéen et erziyen[120]
  -  République des Komis — komien[121]
  -  Ossétie-du-Nord-Alanie — ossète[64]
  -  Oudmourtie — oudmourte[122]
  -  Tchétchénie — tchétchène[123]
  -  Tchouvachie — tchouvache[124]
- Serbie : serbe, mais aussi :
  -  Voïvodine — hongrois, croate, roumain, rusyn, slovaque[125]
- Slovaquie : slovaque, mais aussi, si la minorité forme plus de 20 % de la population d'une commune :
  - hongrois, allemand, polonais, ukrainien, rusyn, tchèque, croate, romani
- Slovénie : slovène, mais aussi :
  - italien en Istrie et hongrois en Prékmurie
- Suède : suédois, romani et yiddish, mais aussi :
  - dans quelques communes dans le Nord : same, finnois et meänkieli
- Suisse : allemand, français, italien et romanche[126]
  - Cantons suisses bilingues allemand/français:
    -  Berne[127], à majorité alémanique
    -  Valais[128], à majorité francophone
    -  Fribourg[129], à majorité francophone

  - Canton trilingue allemand/romanche/italien :  Grisons[130], à majorité alémanique
- Ukraine : ukrainien, mais aussi, là où les habitants le demandent — russe, rusyn, biélorusse, hongrois, roumain/moldave[131], bulgare, gagaouze, grec, arménien, polonais, slovaque, tatar de Crimée, allemand, yiddish et romani
- Vatican : latin (langue législative du Saint-Siège), italien (langue officielle de l'État de la Cité du Vatican)[132] mais aussi  —  allemand (langue d'usage de l'armée[133]) et français (langue diplomatique[134]).

## Océanie
- Fidji : anglais (officiel mais très minoritaire) et fidjien (et hindi langue majoritaire mais non officielle). Ces trois langues sont les langues de la constitution ; fidjien et hindi sont sujets obligatoires dans les écoles[135].
- Kiribati : anglais et gilbertin[136]
- Îles Marshall : anglais et marshallais[137]
- Nauru : anglais et nauruan[138]
- Nouvelle-Zélande : anglais, māori, langue des signes néo-zélandaise[139]
- Palaos : anglais et paluan[77]
  -  État de Sonsorol : sonsorolais
  -  État de Hatohobei : tobi
  -  État d'Angaur : angaur et japonais[140]
- Papouasie-Nouvelle-Guinée : anglais, tok pisin, hiri motu (langues officielles) et environ 800 autres langues[141]
- Samoa : anglais et samoan[142]
- Tonga : anglais et tongien[143]
- Tuvalu : anglais et tuvaluan[144]
- Vanuatu : anglais, bichelamar et français[145]